# Борач у Дреници
Борач је тврђава у Србији чији се остаци налазе 25 километара западно од Приштине, у Дреници. Помиње се 1336-1337. године, као утврђење које је припадало севастократору Бранку Младеновићу, оцу Вука Бранковића.